# Friedrich Köchling
Friedrich Köchling (* 22. Juni 1893 in Ahaus; † 6. Juni 1970 in Coesfeld) war ein deutscher General der Infanterie im Zweiten Weltkrieg.

## Leben
Köchling wurde als Sohn des Rechnungsrates Georg Köchling (* 1865 in Ahaus) und seiner Frau geboren, erwarb im Februar 1912 am Gymnasium Coesfeld das Abitur, trat am 1. März 1912 als Offiziersanwärter in das 8. Lothringische Infanterie-Regiment Nr. 159 ein und wurde dort am 19. November 1912 zum Fähnrich ernannt, sowie am 18. August 1913 zum Leutnant befördert. Mit Ausbruch des Ersten Weltkriegs und der Mobilmachung wurde er mit dem Regiment an die Westfront verlegt und hier zunächst als Kompanieführer eingesetzt. Vom 3. Oktober 1915 bis 15. Januar 1917 fungierte er als Adjutant im II. Bataillon seines Regiments und wurde als solcher am 5. Oktober 1916 zum Oberleutnant befördert. Anschließend war er als MG-Offizier bis Mitte Mai 1917 im Regimentsstab tätig, ehe er dann als Regimentsadjutant Verwendung fand. Köchling wurde vom 10. Juli bis 5. Oktober 1918 als Ordonnanzoffizier zum AOK 9 kommandiert, dann bis Kriegsende als Kompanieführer verwendet und anschließend zur Rückführung der Truppe in die Garnison Mülheim als Kommandeur des III. Bataillons eingesetzt. Nachdem die Demobilisierung Mitte Februar 1919 in Burgsteinfurt erfolgt war, schloss er sich dem aus Teilen des Regiments gebildeten Freikorps Schulz an.
Köchling wurde am 1. Oktober 1919 in die vorläufige Reichswehr übernommen und gehörte für ein Jahr dem Reichswehr-Infanterie-Regiment 14 an. Anschließend erfolgte seine Versetzung in das 16. Infanterie-Regiment nach Oldenburg. Nach seiner Beförderung zum Hauptmann kommandierte er ab 1. Februar 1924 die 8. MG-Kompanie seines Regiments. Mit der Beförderung zum Major am 1. Oktober 1933 kam er in den Stab des I. Bataillons.  Für ein weiteres Jahr fungierte er als Kommandeur des II. Bataillons des Infanterie-Regiments Oldenburg, aus dem dann das Infanterie-Regiment 58 gebildet wurde. Köchling führte das III. Bataillon bis 1. September 1938, wurde in der Zwischenzeit am 1. April 1936 zum Oberstleutnant befördert und anschließend bis 10. November 1938 in das Oberkommando der Wehrmacht (OKW) versetzt. Dort war er zunächst Sonderbeauftragter des OKW bei der Reichsjugendführung und vom 17. September 1938 bis Anfang Oktober 1938 Verbindungsoffizier und militärischer Berater des OKW beim Sudetendeutschen Freikorps. Er wurde am 1. Januar 1939 Oberst und bis 26. August 1939 zur Verfügung gestellt.
Kurz vor Beginn des Zweiten Weltkriegs erfolgte dann seine Ernennung zum Kommandeur des 287. Infanterie-Regiments, das er während des Westfeldzuges und dann in Russland führte. Am 10. April 1942 wurde Köchling mit der Führung der 254. Infanterie-Division beauftragt, am 1. Mai 1942 zu deren Kommandeur ernannt und in dieser Funktion am 1. Juni zum Generalmajor befördert. Nach seiner Ablösung am 5. September 1942 wurde er für über ein Jahr der Führerreserve zugeteilt, dort am 1. Januar 1943 zum Generalleutnant befördert und vom 15. Oktober bis 1. Dezember 1943 als Befehlshaber Krim eingesetzt. Man beauftragte ihn dann bis 15. Februar 1944 mit der Führung des XXXXIV. Armeekorps sowie anschließend bis 15. März 1944 mit der Führung des XXXXIX. Gebirgs-Korps. In der Zwischenzeit hatte man Köchling am 1. Februar 1944 zum General der Infanterie befördert. Vom 25. Juni bis 21. September 1944 fungierte er als Kommandierender General des X. Armeekorps und anschließend in gleicher Funktion beim LXXXI. Armeekorps. Am 13. April 1945 geriet Köchling in US-amerikanische Kriegsgefangenschaft, aus der er am 30. Juni 1947 entlassen wurde.

## Auszeichnungen
- Eisernes Kreuz (1914) II. und I. Klasse[1]
- Verwundetenabzeichen (1918) in Silber[1]
- Spange zum Eisernen Kreuz II. und I. Klasse
- Ritterkreuz des Eisernen Kreuzes am 31. Juli 1942[2]
- Deutsches Kreuz in Gold am 2. November 1941[2]